# 15.º Batallón Aéreo de Reemplazo
El 15.º Batallón Aéreo de Reemplazo (15. Flieger-Ersatz-Abteilung) fue una unidad de la Luftwaffe de la Alemania nazi.

## Historia
Fue formado el 1 de octubre de 1935, a partir del 5º Batallón Aéreo de Reemplazo. El 1 de noviembre de 1938 es redesignado como 13.º Batallón Aéreo de Reemplazo.

## Comandantes
- Teniente coronel Kurt Boettge (1 de marzo de 1937 - 1 de noviembre de 1938)